# Glorie di Federico
Le Glorie o Onori di Federico (Honores o Gloria Friderici in latino) era una costellazione introdotta da Johann Elert Bode nel 1787 su una particolare carta celeste pubblicata nelle Memorie dell'Accademia Reale delle Scienze e delle Belle Arti di Berlino e su un almanacco di astronomia. La costellazione commemorava il re Federico II di Prussia, morto l'anno precedente. Il nome tedesco con cui Johann Elert Bode inizialmente denominò la costellazione fu Friedrichs Ehre, che significa sia «Glorie» che «Onori» di Federico, quindi sui vari atlanti stellari si incontrano entrambe le forme.
La costellazione era situata tra il braccio destro disteso di Andromeda e la Lucertola, introdotta nel 1687 da Johannes Hevelius. Nella stessa area il francese Augustin Royer aveva creato nel 1679 lo Scettro e Mano della Giustizia, simboli del potere assoluto di Luigi XIV di Francia. Nessuna delle due costellazioni, comunque, è giunta fino a noi.